# マグフーズ
株式会社マグフーズは、スーパーマーケットを運営する日本の企業。

## 概要
愛知県岡崎市に本社を置いている。かつて、額田郡幸田町のにも店舗を展開していたが閉店。
1976年（昭和51年）、岡崎市福岡町内のスーパーマーケットに青果を取り扱うテナントとして出店。翌年には同市中島町のスーパーマーケット内にも出店した。1980年（昭和55年）には、美合町のスーパーマーケット跡地に「マグフーズ平地店」を開店し、初めて全品目を扱う食品スーパーとして開業した（同店は1995年に閉店）。その後、1984年（昭和59年）に宇頭店、1993年（平成5年）に美合店が開店するなどして、岡崎市内各地に店舗を展開。2006年（平成18年）、初の市外出店となる幸田店が幸田町に開店したが、2017年には閉店し、近年では運営している店舗が減少傾向にある。

## 店舗一覧
現在も営業している店舗

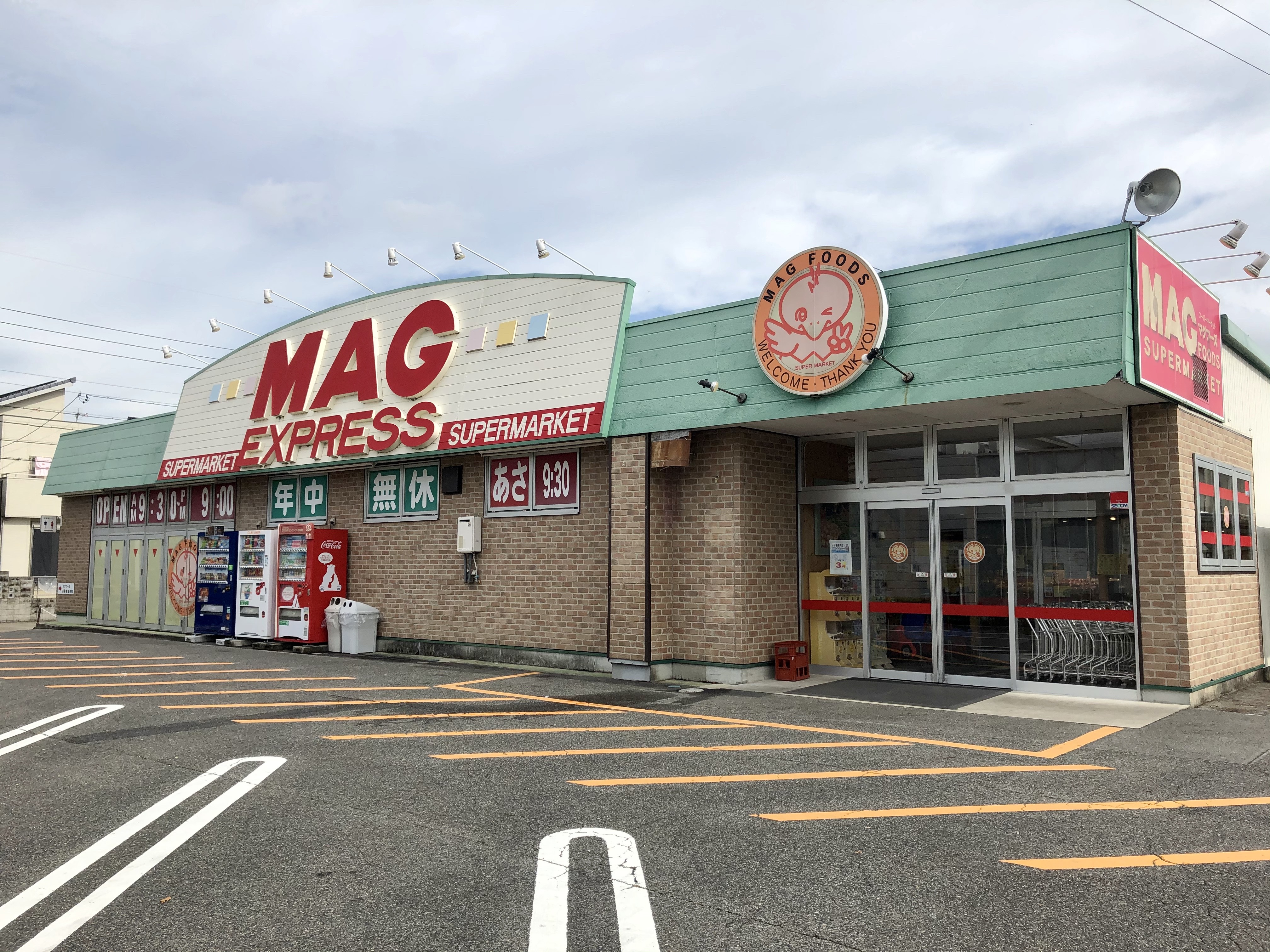
マグフーズ美合店（岡崎市蓑川新町）

- 中島店（岡崎市中島町字馬取池13、平成14年8月(2002年)開店 - 営業中）
  - 売り場面積300坪、250台の駐車場を有する。この店舗に本店住所が置かれている。
- 本宿店（岡崎市本宿茜1丁目2−9、平成7年4月(1995年)開店、平成15年9月(2003年)増築、営業中）

過去に存在した店舗
- 平地店（岡崎市美合町三ノ久保46-1[2]、昭和55年12月(1980年)開店 - 平成7年3月(1995年)閉店）
- グリーンヒル店（岡崎市緑丘2丁目2-4[3]、昭和59年6月開店 - 平成6年2月(1994年)店舗譲渡）
  - 青果店のテナントとして営業。
- 宇頭店（岡崎市宇頭町東山54-1[3]、昭和59年6月(1984年)開店 - 平成6年11月(1994年)店舗譲渡）

- 美合店（岡崎市蓑川新町1丁目6-22、平成5年6月(1993年)開店、平成15年5月(2003年)増築 - 令和5年2月末(2023年)閉店[4]）
  - 跡地は有料老人ホーム。
- 稲熊店（岡崎市、平成13年3月(2001年)開店、平成15年11月(2003年)改装 - 平成17年9月(2005年)閉店）
- 六ツ美店（岡崎市井内町字手保9−1、平成11年3月(1999年)開店、平成16年2月(2004年)増築 - 令和5年12月31日(2023年)閉店[5]）
  - 跡地に2024年7月25日、フェルナ岡崎井内店開店[6]。
- 六名店（岡崎市上六名4丁目2-6[7]、平成17年11月(2005年)開店 - 平成23年10月(2011年)閉店）
- 幸田店（額田郡幸田町大字高力字越丸24-1[8]、平成18年9月(2006年)開店 - 平成29年3月(2017年)閉店）
  - 跡地はスギ薬局幸田相見店。
- 岡店（岡崎市岡町字方便1-2[7]、平成19年10月(2007年)開店 - 平成23年4月(2011年)閉店）